# Uwe Schmitt
Uwe Andreas Schmitt (ur. 17 sierpnia 1961 w Marburgu, zm. 17 grudnia 1995 w Bad Homburgu) – niemiecki lekkoatleta specjalizujący się w długich biegach sprinterskich oraz biegach płotkarskich. Uczestnik letnich igrzysk olimpijskich w Los Angeles (1984).

## Sukcesy sportowe
W 1979 r. zdobył złoty medal w biegu sztafetowym 4 × 400 metrów podczas rozegranych w Bydgoszczy mistrzostw Europy juniorów. W 1984 r. reprezentował narodowe barwy podczas olimpiady w Los Angeles, startując w biegu na 400 metrów przez płotki (6. miejsce w półfinale), jak również w sztafecie 4 × 400 metrów (5. miejsce w półfinale).
W 1981 r. zdobył brązowy medal halowych mistrzostw Republiki Federalnej Niemiec w biegu na 400 metrów. Pięciokrotnie stawał na podium mistrzostw kraju w biegu na 400 metrów przez płotki, zdobywając srebrny (1985) oraz cztery brązowe medale (1983, 1984, 1986, 1988).
Popełnił samobójstwo.

## Rekordy życiowe
- bieg na 400 metrów – 46,19 – Stuttgart 02/08/1985
- bieg na 400 metrów przez płotki – 49,39 – Stuttgart 04/08/1985